# Răucești
Răucești é uma comuna romena localizada no distrito de Neamț, na região histórica da Moldávia. A comuna possui uma área de 77,1 km² e sua população era de 8611 habitantes segundo o censo de 2007. Além de Răucești, a comuna é constituída pelas aldeias de Oglinzi, Săvești e Ungheni.